# 卡倫·賈維斯
卡倫·賈維斯（英語：Calum Jarvis；1992年5月12日—）是一位英國游泳運動員。他主要擅長自由泳。在2015年世界游泳錦標賽上，他獲得了4乘200米自由泳接力項目的金牌。他也參加過英聯邦運動會等比賽。